# Ministerio de Ciencia, Tecnología y Medio Ambiente de Cuba
El Ministerio de Ciencia, Tecnología y Medio Ambiente de Cuba, más conocido en Cuba por las siglas CITMA, es el órgano estatal que se encarga de dirigir, ejecutar y controlar la política del Estado y del Gobierno en la actividad científica y tecnológica, la política ambiental y de uso pacífico de la energía nuclear, asegurando su desarrollo y evolución de una manera coordinada para contribuir al desarrollo sostenible de Cuba.

## Agencias
Este Ministerio cubano delega sus funciones en numerosas agencias, centros e instituciones relacionadas con su área de manejo, entre los que se destacan:
- Agencia de Medio Ambiente (AMA)
- Centro de Información, Gestión y Educación Ambiental (CIGEA)
- Instituto de Geografía Tropical
- Centro de Inspección y Control Ambiental (CICA)
- Sistema Nacional de Áreas Protegidas de Cuba (SNAP)

## Titulares
Comisión Nacional de la Academia de Ciencias de Cuba (1962-1976)
Comité Estatal de Ciencia y Técnica (1976-1980)
Academia de Ciencias de Cuba (1980-1994)
Ministerio de Ciencia, Tecnología y Medio Ambiente (1994-actualidad):
- Antonio Núñez Jiménez (1962-1972)

- Tirso Saenz (1972) - Interino.

- Zoilo Marinello Vidaurreta (1972-1980)

- Wilfredo Torres Yribar (1980-1985)

- Rosa Elena Simeón Negrín (1985-2004) - Fallecida en el cargo.

- Fernando González Bermúdez (2004-2009) - Viceministro primero en funciones.

- José Miguel Miyar Barruecos (2009-2012)

- Elba Rosa Pérez Montoya (2012-2024)

- Eduardo Martínez Díaz (2024)

- Armando Rodríguez Batista (2024-actualidad)